# Loutrá Ipátis
Loutrá Ipátis (Loutra Ypatis) är en ort i Grekland.   Den ligger i prefekturen Fthiotis och regionen Grekiska fastlandet, i den centrala delen av landet, 160 km nordväst om huvudstaden Aten. Loutrá Ipátis ligger 55 meter över havet och antalet invånare är 403.
Terrängen runt Loutrá Ipátis är varierad. Runt Loutrá Ipátis är det ganska tätbefolkat, med 93 invånare per kvadratkilometer. Närmaste större samhälle är Lamia, 13,6 km öster om Loutrá Ipátis. Trakten runt Loutrá Ipátis består till största delen av jordbruksmark.